# Sušica (otok)
Koordinati:   43°49′46″N, 15°15′01″E
Sušica je majhen nenaseljen otoček v Jadranskem morju. Pripada Hrvaški.
Sušica leži v Narodnem parku Kornati med otokoma Levrnaka in Kornatom, južno od zaselka Lučica na otoku Kornatu..  Površina otočka meri 0,058 km². Dolžina obalnega pasu je 1,24 km. Najvišji vrh je visok 24 mnm.